# Каратыгин, Иван Максимович
Ива́н Макси́мович Караты́гин (24 мая [5 июня] 1854, Муром, Владимирская губерния — не ранее 1918, Муром, Владимирская губерния) — российский предприниматель, городской голова Мурома (1899—1904), филантроп.

## Биография
Родился 24 мая 1854 года Муроме, в состоятельной старообрядческой купеческой семье Максима Афанасьевича Каратыгина.
12 июня 1890 года муромская городская дума приняла решение о покупке у Каратыгина за 20 тысяч рублей принадлежащего ему на правах наследства дома (позднее известного как «Дом Каратыгина») для дислокации в нём штаба и второй роты 65-го резервного пехотного батальона.
Из старообрядчества Каратыгин перешёл в православие, посетив для решения этого вопроса Иоанна Кронштадтского и известного муромского подвижника протоиерея Гавриила Ястребова. После присоединения к православию, с 1894 по 1900 год исполнял обязанности церковного старосты Богородицкого собора — главного храма города.
В июле 1898 года на состоявшихся выборах городского головы Мурома, из-за отказа В. М. Емельянова — был избран на эту должность и возглавлял городское самоуправление до 1904 года.
В качестве представителя города Каратыгин участвовал в состоявшемся в 1899 году в Санкт-Петербурге съезде по вопросу о постройке железной дороги от города Москвы через Муром до Кыштыма. Также был одним из учредителей Товарищества Муромской бумаготкацкой мануфактуры и членом Муромского уездного попечительства о детских приютах. В 1913 году стоимость домовладений Каратыгиных составляла 23401 рублей, а в 1917 году — 69983 рублей.

## Семья
- Сын — Константин Иванович Каратыгин